# Rolf Feltscher
Rolf Günther Feltscher Martínez (* 6. Oktober 1990 in Bülach, Schweiz) ist ein venezolanisch-schweizerischer Fußballspieler.

## Karriere

### Vereine

#### Schweiz und Italien
Feltscher lernte das Fussballspielen vom 11. bis 16. Lebensjahr in der Jugendabteilung des Grasshopper Club Zürich, rückte zur Saison 2007/08 in die erste Mannschaft auf und erhielt einen bis 30. Juni 2010 gültigen Profivertrag. Sein Debüt in der Super League gab er am 18. Juli 2007 (1. Spieltag) beim 2:0-Sieg im Heimspiel gegen den FC St. Gallen im Alter von 16 Jahren von Beginn an. Nach drei Spielzeiten und 63 absolvierten Erstligaspielen wechselte er zum italienischen Erstligisten FC Parma, für den er in zwei Spielzeiten allerdings nur sieben Erstligaspiele bestritt. Daraufhin wurde er über ein Leihgeschäft an den Zweitligisten Calcio Padova abgegeben und nach nur sechs Einsätzen während der laufenden Spielzeit an den Ligakonkurrenten US Grosseto, für den er 15 Zweitligaspiele bestritt, abgegeben.

#### Schweiz und Deutschland
Zu Saisonbeginn 2013/14 verpflichtete ihn der Superligist FC Lausanne-Sport, bei dem er sich allerdings nicht durchsetzen konnte. Zur nachfolgenden Spielzeit 2014/15 nahm ihn der deutsche Drittligist MSV Duisburg unter Vertrag. Er avancierte dort zum Stammspieler und schaffte mit der Mannschaft 2015 den Aufstieg in die 2. Bundesliga. Die Schlussphase der Saison hatte er dabei allerdings verletzungsbedingt verpasst. Sein erstes Ligator im Seniorenbereich erzielte er am 29. August 2015 (5. Spieltag) beim 2:2 im Heimspiel gegen die SpVgg Greuther Fürth mit dem Treffer zum 1:0 in der 35. Minute.

#### Spanien, Wales, Vereinigte Staaten und Deutschland
Nach dem Abstieg in die 3. Liga verliess er Duisburg und unterzeichnete im Juli 2016 einen Zweijahresvertrag mit dem spanischen Zweitligisten FC Getafe. Nach weiteren Stationen bei Real Saragossa, Cardiff City, LA Galaxy und den Würzburger Kickers kehrte er im Juli 2021 zum MSV Duisburg zurück.

### Nationalmannschaft
Nachdem Feltscher am 23. August 2006 sein Debüt als Nationalspieler für die U17-Nationalmannschaft der Schweiz in Haiming bei der 0:2-Niederlage im Freundschaftsspiel gegen die U17-Nationalmannschaft Österreichs gegeben hatte, kam er vom 26. Mai 2008 bis zum 27. Juli 2009 in 14 Länderspielen für die U19-Nationalmannschaft zum Einsatz. Im März 2011 bestritt er zwei Länderspiele für die U20-Nationalmannschaft gegen die Auswahlen Italiens und Polens.
Vom 19. November 2008 bis zum 5. September 2011 wurde er 15 Mal für die U21-Nationalmannschaft eingesetzt. Sein Debüt in Athen gegen die U21-Nationalmannschaft Griechenlands endete 1:1 unentschieden.
Seit 2011 spielt er für die A-Nationalmannschaft Venezuelas. Sein Debüt gab er am 15. November 2011 in San Cristóbal beim 1:0-Sieg über die Nationalmannschaft Boliviens im Rahmen der Qualifikation zur Weltmeisterschaft 2014 in Brasilien mit Einwechslung für Giancarlo Maldonado in der 77. Minute.

## Erfolge
- Aufstieg in die 2. Bundesliga: 2015

## Sonstiges
Rolf Feltscher ist der Bruder des zwei Jahre älteren Fussballspielers Frank Feltscher; beide sind venezolanisch-schweizerische Staatsbürger.